# François-Joseph Gombert
Thomas-François-Joseph Gombert, né à Lille le 5 janvier 1725 et mort au château du Rault à Lestrem le 9 octobre 1801, est un architecte lillois.

## Biographie
Neveu de l'architecte Thomas-Joseph Gombert, François-Joseph Gombert suit ses études d'architecture à Paris en 1743 et 1744, où il a pour maître Pierre Vigné de Vigny. Nommé architecte de la ville de Lille, il crée un cours d'architecture en 1758, qui sera notamment fréquentée par Michel-Joseph Lequeux. En avril 1760, il prend en charge le premier cours d'architecture au sein l'école de dessin de Lille,. 
Dans les années 1770, il est aussi directeur du Bureau général des carrières de la Flandre wallonne.

## Œuvre
François-Joseph Gombert prend la suite de son oncle, Thomas-Joseph, pour terminer l'édification de la chapelle des Carmes déchaussés à Lille, renommée par la suite église Saint-André. Il est également l'architecte de la reconstruction de l'ancienne chapelle du collège des jésuites (renommée église Saint-Étienne en 1796). Trente ans plus tard, au tournant des années 1780, il est aussi chargé des travaux d'agrandissement des bâtiments de l'hôpital militaire Scrive, installé dans les locaux de l'ancien collège des jésuites, qui durent plus de 10 ans.
Il fut par ailleurs amené à faire surélever le Pont de Nieppe pour contrer les crues de la Lys.